# 西武拝島線
拝島線（はいじません）は、東京都小平市の小平駅から昭島市の拝島駅までを結ぶ、西武鉄道の鉄道路線である。駅ナンバリングで使われる路線記号はSS。

## 路線データ
- 路線距離（営業キロ）：14.3 km
- 軌間：1,067 mm
- 駅数：8駅（起終点駅含む）
- 複線区間：小平駅 - 玉川上水駅間および武蔵砂川駅 - 西武立川駅間
- 電化区間：全線（直流1,500 V架空電車線方式[注 1]）

## 運行形態
終日にわたり新宿線田無・西武新宿方面との直通運転を行っている。日中は直通列車に加えて車両基地を併設する玉川上水駅を起点とした小平駅 - 玉川上水駅間や玉川上水駅 - 拝島駅間の区間運転もある。
車両編成は10両編成（主に速達列車）と8両編成のほか、一部時間帯の小平駅 - 玉川上水駅間の列車には6両編成も充当される。2007年3月6日のダイヤ改正で昼間の小平駅折り返しの列車がすべて西武新宿駅発着に統一されたが、2012年6月30日のダイヤ改正で小平駅折り返しの各駅停車が復活した。基本的には小平駅で新宿線（所沢・本川越方面発着）の列車との相互接続が考慮されている。急行は新所沢駅・本川越駅発着の各駅停車に、各駅停車（小平止まりの列車も含む）は新所沢駅・本川越駅発着の急行・準急と相互接続を行う。また、準急については朝夕時間帯に設定されている。
日中は1時間あたり西武新宿駅 - 拝島駅間の急行3本、拝島線内折り返しの各駅停車3本（うち2本が小平駅 - 玉川上水駅間、1本が小平駅 - 拝島駅間）で、日中の小平駅 - 玉川上水駅間は10分間隔のパターンダイヤとなっている。
また、萩山駅で多摩湖線西武遊園地（現・多摩湖）方面の列車を併結・分割する列車が存在していた。かつてはほぼ終日（急行または各駅停車）にわたって運転されていたが、当路線での利用者数が大幅に増加していることから年々減便され、2012年6月30日のダイヤ改正では下り列車の分割が、2013年3月16日のダイヤ改正では上りの急行の併結が廃止された。なお、併結・分割を行う列車に限り2000系が使われ、一番前（西武新宿寄り）の西武遊園地発の車両には女性専用車両が設定されていた。2013年3月16日のダイヤ改正以降は平日は終日、急行・準急のすべてが10両編成、一部8両編成となった。これに伴い、拝島線（萩山以西）に初の女性専用車両が導入されたと同時に、多摩湖線から女性専用車両は消滅した。
また、小平駅 - 萩山駅間には定期ダイヤでは平日朝のみ多摩湖線多摩湖方面の各駅停車の一部が乗り入れている。また、土休日臨時列車として、西武新宿駅 - 多摩湖駅間の急行も運転される。この列車は1998年のダイヤ改正まで快速急行として運転されていた。

### 日中の運行本数
2024年3月16日ダイヤ改正時点での運行本数は以下の通り。
| 種別＼駅名 | 種別＼駅名 | 西武新宿 | …   | 小平 | 小平 | …   | 玉川上水 | 玉川上水 | …   | 拝島 |
| ---------- | ---------- | -------- | --- | ---- | ---- | --- | -------- | -------- | --- | ---- |
| 運行範囲   | 急行       | 3本      | 3本 | 3本  | 3本  | 3本 | 3本      | 3本      | 3本 | 3本  |
| 運行範囲   | 各停       |          |     |      | 1本  | 1本 | 1本      | 1本      | 1本 | 1本  |
| 運行範囲   | 各停       | 2本      |     |      |      |     |          |          |     |      |

### 拝島ライナー
2018年3月10日より夕方・夜間に有料座席指定列車「拝島ライナー」が運行を開始した。運行開始当初は西武新宿発拝島行きの下り列車のみの運転だったが、2023年3月20日から平日朝に上り列車の運転も開始した。運行本数は下りが平日・土休日17時台から22時台に毎時1本ずつ6本で、上りが平日のみ・拝島発6時台と8時台に2本設定される。車両は40000系が使用される。
下りは拝島線内は各駅停車として運転され、小平駅 - 西武立川駅の各駅から乗車する場合は座席指定券が不要となる。上りは全区間で座席指定券が必要であり、拝島線内の各駅はいずれも乗車専用で、新宿線高田馬場駅まで降車できない。

### 過去の種別
拝島快速
2008年6月14日のダイヤ改正より運転された。昼間時に西武新宿駅 - 拝島駅間を直通し、拝島線内の停車駅は小平駅と玉川上水駅 - 拝島駅間の各駅で、急行よりも上位の種別だった。また、田無駅で玉川上水駅始発・終着の各駅停車に、小平駅で西武遊園地駅発着の各駅停車に、玉川上水駅で西武新宿駅発着の各駅停車に、それぞれ接続していた。2012年6月30日のダイヤ改正で拝島快速は廃止され、急行に代替された。
臨時特急
2011年12月12日から12月18日まで、期間限定で西武新宿発拝島行の臨時特急が運転された。拝島線内の途中停車駅は玉川上水駅のみ。拝島線で特急が運転されるのはこれが初めてであった。2012年も8月24日から8月30日まで運転された。
2012年の運転では東大和市駅にも停車し、全区間均一料金の号車指定制がとられることになった。さらに同年12月10日から12月16日にも同様の内容で運転された。この時の運転では土曜、休日の運転時間が19時台から17時台に繰り上げられることになった。
2013年は12月12日・13日・19日・20日のみの運転となるが、途中駅で乗車できるようになった。
2014年は9月16日から9月26日の平日に運転された。12月11日から26日までの木曜・金曜日にも運転された。

## 使用車両

### 現在の使用車両
- 2000系・新2000系
- 6000系
- 8000系
- 20000系
- 30000系
- 40000系

## 歴史
現在の形態になったのは1968年と比較的歴史が浅く、異なる経歴を持つ複数の路線を後から新線により連結して全通させたものである。
小平駅 - 萩山駅間は、多摩湖鉄道が旧・西武鉄道線への接続のため1928年に支線として開通した。その後、多摩湖鉄道→武蔵野鉄道は旧・西武鉄道と合併し、村山貯水池への観光客輸送を目的として1958年に萩山駅を移設。小平駅 - 萩山駅 - 多摩湖駅間の直通運転を開始した。
一方、小川駅 - 玉川上水駅間は北多摩郡大和村（現東大和市）にあった日立航空機立川工場への専用鉄道として敷設したものを第二次世界大戦終了後に西武鉄道が取得し、1949年に上水線として開業したものである。開業当時は非電化で気動車が走っており、後に電化されたものの暫くは支線の地位にとどまっていた。
1962年に萩山駅 - 小川駅間が開通し、同時に小平駅 - 萩山駅間も上水線に編入。小平駅 - 萩山駅 - 玉川上水駅間の直通運転を開始し、新宿線直通列車も設定された。この区間は元々、陸軍施設への引き込み線として1944年に開通したもので、その後陸軍施設跡に1960年に完成したブリヂストンタイヤ（現：ブリヂストン）東京工場でも利用していた。
その後、1968年に玉川上水駅 - 拝島駅間が開通し拝島線として全線開通するが、この時玉川上水駅構内の線路をつけ替えて延伸したことから後述するように玉川上水駅からキロポストが始まっている。

### 年表
- 1928年（昭和3年）11月2日 - 多摩湖鉄道小平線萩山駅 - 本小平駅間 (1.0 km) 開業。
- 1932年（昭和7年）8月15日 - 萩山駅 - 本小平駅間電化（直流600 V）。
- 1940年（昭和15年）3月12日 - 武蔵野鉄道（現・西武鉄道の旧称）に合併。
- 1944年（昭和19年）4月1日 - 小川駅から陸軍の施設（のちブリヂストンタイヤ東京工場）への引き込み線を敷設。
- 1949年（昭和24年）11月15日 - 本小平駅を小平駅に統合。
- 1950年（昭和25年）5月15日 - 上水線小川駅 - 玉川上水駅間 (4.6 km) 開業（日興工業専用鉄道を1949年5月21日譲受。地方鉄道へ免許を変更し開業。非電化）。
- 1954年（昭和29年）10月12日 - 小川駅 - 玉川上水駅間電化（直流1,500 V）。
- 1955年（昭和30年）3月18日 - 小平駅 - 萩山駅間が1500 Vに昇圧。
- 1962年（昭和37年）9月1日 - 萩山駅 - 小川駅間 (1.6 km) 開業（一部区間はブリヂストンタイヤ東京工場専用線を改築）。小平線小平駅 - 萩山駅間を上水線に編入。新宿線との直通運転開始。
- 1967年（昭和42年）11月7日 - 小平駅 - 萩山駅間複線化。
- 1968年（昭和43年）5月15日 - 玉川上水駅 - 拝島駅間 (7.1 km) 開業（全線開通）[1]。小平駅 - 拝島駅間を拝島線に改称。
- 1979年（昭和54年）
  - 3月25日 - 青梅橋駅を東大和市駅に改称[14]。
  - 12月7日 - 萩山駅 - 小川駅間複線化。
- 1980年（昭和55年）7月17日 - 東大和市駅が高架化。
- 1983年（昭和58年）12月1日 - 武蔵砂川駅（同月12日新設） - 西武立川駅間複線化[15]。
- 1987年（昭和62年）3月5日 - 西小川信号所 - 東大和市駅間複線化。
- 1988年（昭和63年）
  - 11月2日 - 東大和市駅 - 玉川上水駅間複線化。
  - 12月5日 - 8両編成化。夜間以降の分割併合を廃止する。
- 1991年（平成3年）3月29日 - 小川駅 - 西小川信号所間複線化。西小川信号所廃止。
- 1997年（平成9年）3月12日 - 10両編成化[16]。夕方ラッシュ時の分割併合を廃止し、この時間帯の西武遊園地発着の列車の一部を国分寺発着に振り替える。
- 2008年（平成20年）6月14日 - 「拝島快速」の運転開始。拝島線では初の通過駅のある優等列車となる。拝島発着の準急が運行を開始する。
- 2009年（平成21年）4月25日 - 萩山駅 - 小川駅間高架事業に伴う仮線移動開始。
- 2011年（平成23年）
  - 2月27日 - 萩山駅 - 小川駅間高架事業に伴い、萩山3号踏切下り線を高架線に付替[17]。
  - 12月12日 - 同年12月18日までの期間限定で拝島線初の臨時特急が運行される[8]。
- 2012年（平成24年）
  - 6月30日 - ダイヤ改正により拝島快速を廃止、急行に置き換え[7]。
  - 8月24日 - 同年8月30日までの期間限定で臨時特急が運行される[9]。
  - 10月7日 - 萩山駅 - 小川駅間高架事業進捗に伴い、萩山3号踏切上り線が高架化[18]。
  - 12月10日 - 同年12月16日までの期間限定で臨時特急が運行される[10]。
- 2013年（平成25年）12月12日 - 同年12月20日までの期間限定で臨時特急が運行される[11]。
- 2014年（平成26年）
  - 9月16日 - 同年9月26日までの平日に期間限定で臨時特急が運行される[12]。
  - 12月11日 - 同年12月26日までの木曜・金曜日に期間限定で臨時特急が運行される[13]。
- 2018年
  - 3月10日 - 「拝島ライナー」を40000系にて運行開始[2]。

## キロポストについて

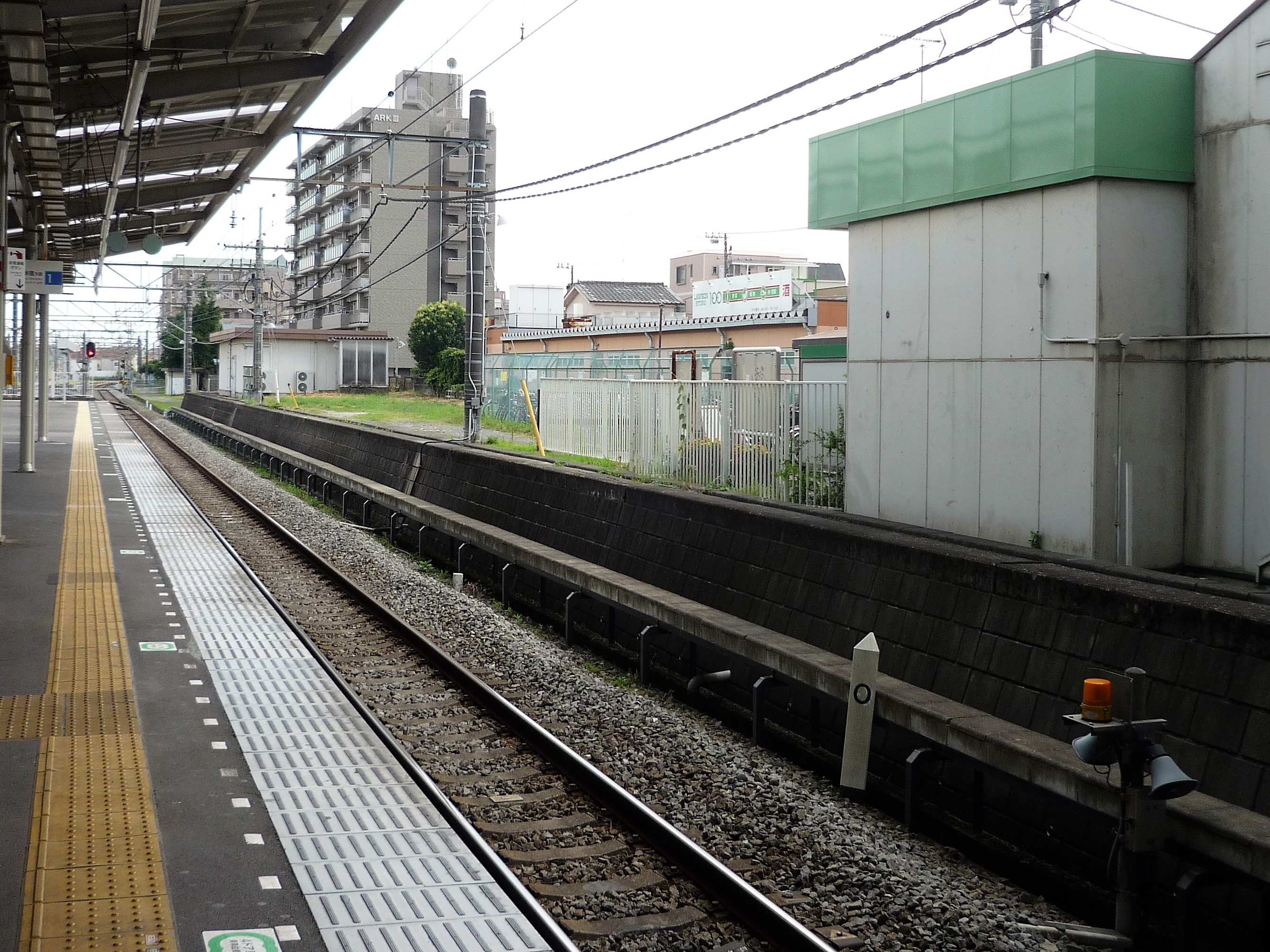
小川駅1番線脇にある
0キロポスト（2018年7月14日）

前述のような歴史的経緯から、拝島線では距離を示すキロポストが4つに分かれている。
1. 小平駅→萩山駅→多摩湖線多摩湖駅
旧多摩湖鉄道として開通した区間を小平起点でキロポストを打っているため（現在でも萩山駅から多摩湖線に直通している）。なお多摩湖線の国分寺駅→萩山駅は、国分寺駅起点で別個のキロポストが打たれている。
2. 小川駅→萩山駅
小川駅から分岐していたブリヂストン工場への引き込み線を延伸する形で萩山駅へつなげたため（このため上下が逆転している）。
3. 小川駅→玉川上水駅
当初小川駅から上水線として開業したため。
4. 玉川上水駅→拝島駅
拝島への延伸に際して玉川上水駅構内の線路をつけ替え、そこから拝島へ向けての新たな0キロポストを設けたため。

## 女性専用車
2013年3月18日 -
- 平日の朝7時20分から9時30分までに西武新宿駅へ到着する10両編成全列車の進行方向先頭車両（1号車）。実施区間は拝島 - 西武新宿駅間で、多摩湖始発の列車および8両編成の列車には設定されない。

設定開始当初 - 2013年3月15日
- 平日の朝7時20分から9時20分に西武新宿駅に到着する上り西武遊園地発急行の進行方向先頭車両（実施区間は萩山 - 西武新宿間）。

## 駅一覧
- 全駅東京都内に所在。拝島線内は全列車種別がすべての駅に停車。
- 駅番号は2013年3月までに順次導入された[20]。
- 線路 … ||：複線区間、∧：ここより下は複線、∨：ここより下は単線

| 駅番号 | 駅名                                  | 駅間キロ | 累計キロ  | 累計キロ       | 接続路線                                                             | 線路 | 所在地   |
| 駅番号 | 駅名                                  | 駅間キロ | 小平 から | 西武 新宿 から | 接続路線                                                             | 線路 | 所在地   |
| ------ | ------------------------------------- | -------- | --------- | -------------- | -------------------------------------------------------------------- | ---- | -------- |
| SS19   | 小平駅                                | -        | 0.0       | 22.6           | 西武鉄道： 新宿線（西武新宿駅まで直通運転）                          | \|\| | 小平市   |
| SS30   | 萩山駅                                | 1.1      | 1.1       | 23.7           | 西武鉄道： 多摩湖線 (ST04) （ 小平方面から多摩湖駅まで一部直通運転） | \|\| | 東村山市 |
| SS31   | 小川駅                                | 1.6      | 2.7       | 25.3           | 西武鉄道： 国分寺線 (SK04)                                           | \|\| | 小平市   |
| SS32   | 東大和市駅                            | 3.0      | 5.7       | 28.3           |                                                                      | \|\| | 東大和市 |
| SS33   | 玉川上水駅                            | 1.5      | 7.2       | 29.8           | 多摩都市モノレール： 多摩都市モノレール線 (TT17)                     | ∨    | 立川市   |
| SS34   | 武蔵砂川駅 （国営昭和記念公園砂川口） | 2.4      | 9.6       | 32.2           |                                                                      | ∧    | 立川市   |
| SS35   | 西武立川駅                            | 2.0      | 11.6      | 34.2           |                                                                      | ∨    | 立川市   |
| SS36   | 拝島駅                                | 2.7      | 14.3      | 36.9           | 東日本旅客鉄道： 青梅線・五日市線 (JC 55)・■八高線                   | ∧    | 昭島市   |

1. 1 2  拝島駅は福生市との市境上にある。JR、西武とも駅長室は昭島市側に位置しているため、公称所在地は昭島市である。

- 東大和市駅、武蔵砂川駅、西武立川駅は遠隔対応駅。

### 廃止信号所
- 西小川信号所 ： 小川駅 - 東大和市駅間（小平起点3.7 km）

## 沿線風景

### 小平 - 小川

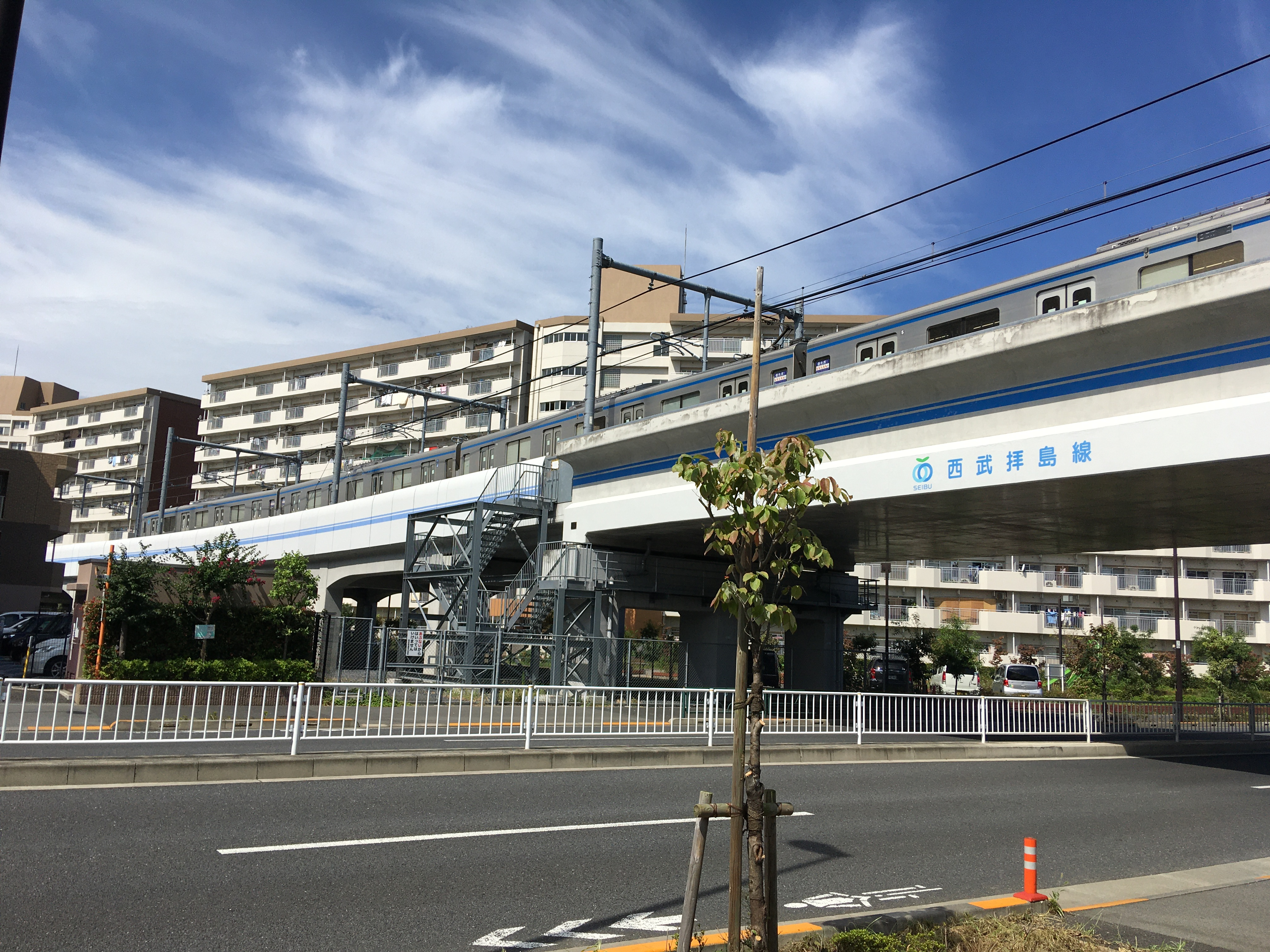
府中街道との立体交差地点（2019年9月22日）

小平駅を出るとしばらくして左へカーブし、新宿線と分かれる。多摩湖自転車歩行者道と平面交差し、右カーブすると、多摩湖線が左から合流して萩山駅に到着する。周辺は住宅地である。同駅はカーブがあり、車内放送などでしばしば注意を促している。萩山を出ると多摩湖線と平面交差する形で左にカーブし、ブリヂストン東京工場の敷地内を通過する。また、JR武蔵野線がこの付近を地下で交差しているが駅は無く、乗り換えはできない。
途中で、府中街道（埼玉県道・東京都道17号所沢府中線）を越える踏切があったが、同踏切は2012年10月7日に立体交差化され解消された。なお、これは西武鉄道の事業計画には載っておらず、府中街道の拡幅事業の一環として行われたものである。進路を南にとると国分寺線と合流して小川駅となる。島式ホーム2面4線のうち、外側を拝島線、内側を国分寺線が使用する。

### 小川 - 玉川上水
小川駅を出ると国分寺線と平面交差しながら右へカーブし、進路を西に取る。ここから先は比較的長い直線であり、小川 - 東大和市間は駅間距離が比較的長いため、速度を上げて走行していく。住宅と畑、雑木林が混じった景観であるが、線路の北側は区画整理されており、宅地化進行中といった風情である。かつては途中に西小川信号所があったが、1991年に廃止されている。北側に東京電力多摩青梅橋変電所がみえてくる。その付近から高架化された部分へと差し掛かる。やや左寄りにカーブしながら高架になると相対式ホームの東大和市駅となる。なお、この区間の高架化は青梅街道・村山街道の混雑を解消するためになされ、当時の青梅橋駅はやや北寄りに位置しており、若干の線路の形状改良が行われた。それまで線路の南を通っていた青梅街道はここで同線を潜り、北北西に進路をとる。東大和市駅を過ぎると再び地上に降り、北側に玉川上水車両基地や、かつての大和基地跡地が広がる。基地の跡地は区画整理され、公共施設やマンションなどがみられる。南側にはゴミ焼却場がみえてくる。駅名となった玉川上水が寄り添ってくると、小平監視所があり、そこから多摩川からの純粋な流れから、下水再処理水へと切り替わる。小平監視所では玉川上水に降りることができ、清流復活事業のことについて示した記念碑などがある。多摩都市モノレールとの乗り換え駅である玉川上水駅は島式ホーム2面3線で、駅の西側で高架の多摩都市モノレールとアンダーパスの芋窪街道（東京都道43号立川東大和線）と立体交差する。アンダーパスは、多摩モノレールの建設の際につくられた。付近には大学や高校が多く、近年、宅地やマンション開発も進んでいる。

### 玉川上水 - 拝島

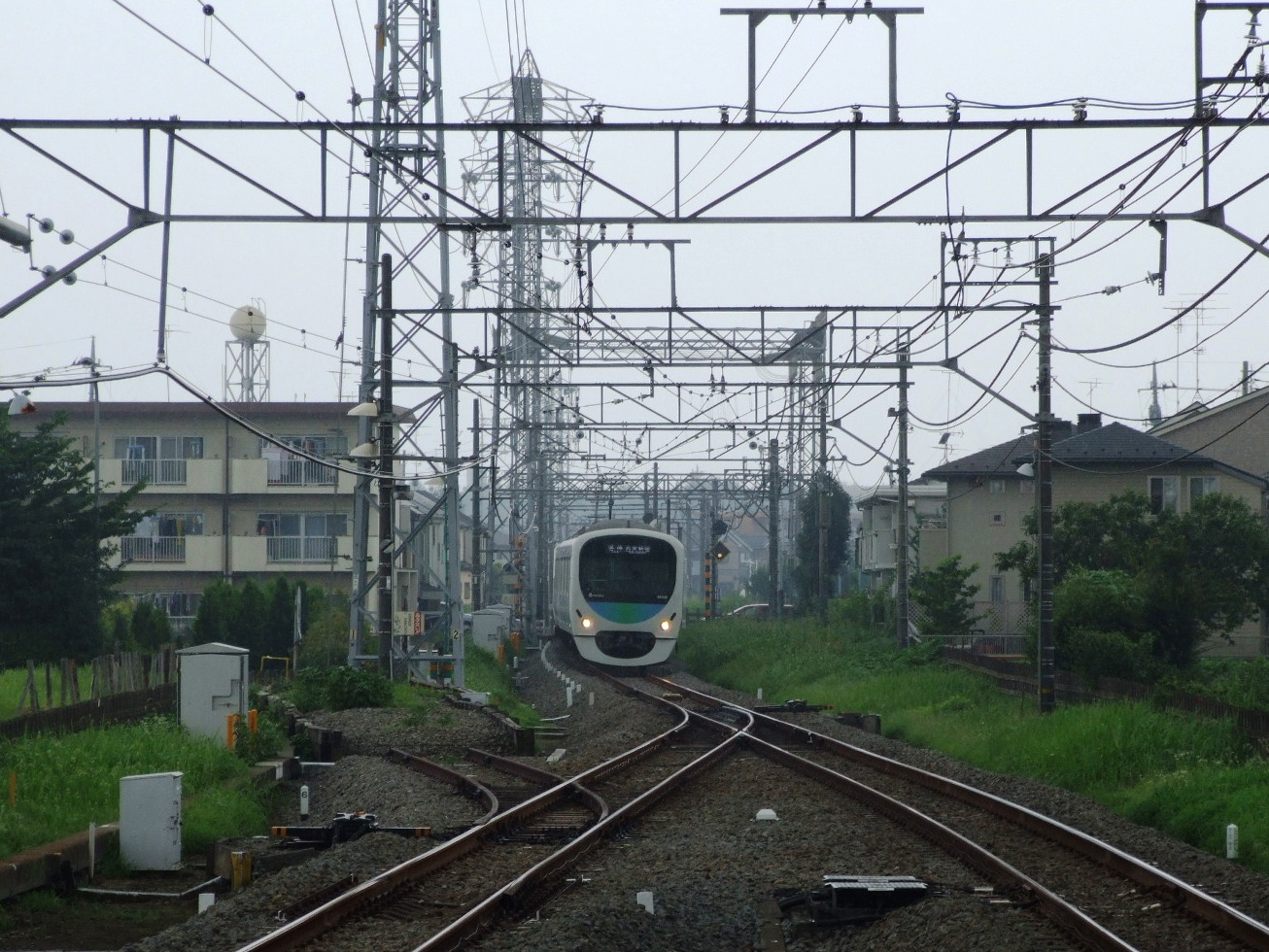
西武立川駅 - 拝島駅間の単線区間を走る30000系
（2009年8月6日）

玉川上水駅を出ると単線となるが、複線相当の敷地幅を門型架線柱や擁壁に対し下り線相当部分を走り、国立音楽大学の敷地を突っ切る。そのまま住宅地を進み、盛土高架上を走るようになり、高架駅相対式ホームの武蔵砂川駅に到着する。駅北側にあった日産自動車村山工場の跡地に建設されたイオンモールむさし村山の最寄り駅である。武蔵砂川駅から複線となり、盛土高架上を暫く進み、五日市街道（東京都道7号杉並あきる野線）と立体交差すると地上に降りる。島式ホームの西武立川駅に到着する。西武立川駅は2011年3月に橋上駅舎が整備され北口も設置された。西武立川駅から再び単線となり、やはり下り線相当部分を緩やかに左カーブしながら進路を南西に取る。玉川上水を渡り、盛土区間になると右カーブしながら進路を南西から北西へと変える。その途中で南側にJR八高線が寄り添うと、在日米軍横田基地への専用線と平面交差し、終点の拝島駅となる。JR東日本の青梅線・五日市線・八高線との乗り換え駅で、橋上駅舎となるまでは南口がJR東日本、北口が西武鉄道の管理であった。

## 立体交差の状況
多摩南北道路の一つである都市計画道路の府中街道（東京都道16号・17号 (重複)）の拡幅事業の一環として、萩山駅 - 小川駅間の「萩山第3号踏切道」が高架化によって解消された。2011年2月27日に下り線が高架化され、2012年10月7日に上り線が高架化された。
東京都道5号新宿青梅線や東京都道144号中島十番線が交差する青梅橋交差点の慢性的に渋滞を起こす構造を解消するために、多摩青梅橋変電所付近から東大和市駅を超えて玉川上水車両基地東端部にかけて高架化が行われている。
玉川上水駅の下を芋窪街道がアンダーパスで通過している。さらに上空を多摩都市モノレール線が通過している。
武蔵砂川駅から西武立川駅の区間は開業当初から盛り上げてあり、複数の道路が交差して慢性的に渋滞を起こしやすい構造の天王橋交差点（東京都道7号杉並あきる野線、東京都道59号八王子武蔵村山線、東京都道162号三ツ木八王子線等）の上を架道橋で越えている。